# Tryggve Larssen (Schauspieler)
Tryggve Larssen (* 3. Oktober 1887 in Bergen; † 28. Juni 1967 in Oslo) war ein norwegischer Schauspieler.

## Leben
Larssen debütierte als Schauspieler 1911 mit Ludovica Levy und gehörte von 1921 bis 1961 zum Ensemble des norwegischen Nationaltheatret. Besonders bekannt wurde Charakterkomiker Larssen durch seine Weihnachtsvorstellungen, seit er 1927 erstmals als „Nissefar“ in „Reise zum Weihnachtsstern“ zum Favorit der Kinder wurde. Daneben spielte er in zahlreichen Klassikern von Ludvig Holberg, Henrik Ibsen und William Shakespeare. Daneben war er in etwa 25 schwedischen und norwegischen Filmen zu sehen.

## Filmografie (Auswahl)
- 1927: Troll-Elgen
- 1929: Laila – Die Tochter des Nordens (Laila)
- 1930: Eskimo
- 1940: Tante Pose
- 1944: Villmarkens lov
- 1953: Die Liebenden vom Gulbrandstal (Ingen man's kvinna)